# Tubérculo

Desenho de um pé de batata

Em botânica, tubérculo se refere ao caule arredondado que algumas plantas verdes desenvolvem abaixo da superfície do solo como órgãos de reserva de energia (em geral amido e inulina). Os exemplos mais conhecidos são as batatas-inglesas
São usados pelas plantas para sobreviver ao inverno ou meses mais secos, fornecendo energia e nutrientes durante a próxima estação de crescimento. Além disso servem como um meio de reprodução assexuada. Possuem pequenas folhas escamosas e gemas minúsculas conhecidas como "olhos" (tecnicamente, abrolhos, isto é pequenas gemas ou gomos). Esses "olhos" brotam, dando origem a novos caules, que retiram seu alimento do tubérculo, até que as próprias raízes e folhas se formem.

## Exemplos
- Batata-inglesa;
- Begônia tuberosa;
- Cará/Inhames do gênero Dioscorea;
- Taioba;
- Taro;
- Ciclame;
- Anredera cordifolia;
- Plectranthus esculentus (um tipo de hortelã Lamiaceae);

## Raízes tuberosas e bulbos (bolbospt-pt)
Tubérculos são diferentes de raízes tuberosas como a batata-doce, a beterraba, a cenoura ou a mandioca, que armazenam seus nutrientes na própria raiz, muito mais desenvolvida que a dos tubérculos. Também se diferenciam de bulbos como cebolas e alho, que apesar de usarem parte do caule, também usam folhas modificadas, conhecidas como catáfilos para armazenar nutrientes.